# 富尔顿-拿骚历史区
富尔顿-拿骚历史区（Fulton–Nassau Historic District）是一个联邦指定的历史区，位于纽约市曼哈顿下城，大致界限为：百老汇、柏路、 拿索街、荷兰街和威廉街、安妮街、云杉街和自由街。它混合了19世纪末和20世纪初的建筑风格。这个历史区位于市政厅公园以南，下百老汇以东。这是国家史迹名录上列出的一个美国历史区。
富尔顿-拿骚历史区包括10个街块，拥有许多纽约市地标，例如拿索街63号、Keuffel & Esser 公司大楼、班奈特大廈、柯宾大厦、柏路大厦、波特大厦、柏路41号纽约时报大厦等。